# Max Clark
Max Oliver Clark (Kingston upon Hull, 19 januari 1996) is een Engels voetballer die als verdediger voor Gillingham FC speelt.

## Carrière
Max Clark speelde in de jeugd van Barham Boys Club en Hull City. Hull City verhuurde hem in 2016 en 2017 twee periodes aan Cambridge United FC, waarmee hij in de League Two speelde. In het seizoen 2017/18 speelde hij regelmatig voor Hull City in de Championship. In 2018 vertrok hij naar Vitesse, waar hij weer onder zijn oude trainer Leonid Sloetski ging spelen. Hij tekende een contract voor drie jaar. Hij debuteerde voor Vitesse op 9 augustus 2018, in de met 0-1 verloren thuiswedstrijd tegen FC Basel in de voorrondes van de Europa League. In de loop van het seizoen 2018/19 werd hij een vaste basisspeler. Na het seizoen 2019/20 werd hij overbodig bij Vitesse en in het seizoen 2020/21 kwam hij helemaal niet in actie. In de winterstop van dat seizoen keerde hij terug naar Hull City AFC. Hier speelde hij geen enkele wedstrijd en na een half jaar vertrok hij transfervrij naar Fleetwood Town FC. Na een half jaar in de League One vertrok hij naar de League Two, waar hij een half jaar bij Rochdale AFC speelde. In 2022 maakte hij de overstap naar competitiegenoot Stevenage FC, wat tweede werd en naar de League One promoveerde. Sinds 2023 speelt hij voor Gillingham FC.

### Statistieken
| Seizoen        | Club                  | Land           | Competitie          | Competitie | Competitie | Beker | Beker | Internationaal | Internationaal | Overig | Overig | Totaal | Totaal |
| Seizoen        | Club                  | Land           | Competitie          | Wed.       | Dlp.       | Wed.  | Dlp.  | Wed.           | Dlp.           | Wed.   | Dlp.   | Wed.   | Dlp.   |
| -------------- | --------------------- | -------------- | ------------------- | ---------- | ---------- | ----- | ----- | -------------- | -------------- | ------ | ------ | ------ | ------ |
| 2015/16        | → Cambridge United FC | Engeland       | Football League Two | 9          | 0          | 0     | 0     | 0              | 0              | 0      | 0      | 9      | 0      |
| 2016/17        | → Cambridge United FC | Engeland       | Football League Two | 27         | 1          | 3     | 0     | 0              | 0              | 5      | 0      | 35     | 1      |
| 2017/18        | Hull City AFC         | Engeland       | Championship        | 27         | 0          | 3     | 0     | 0              | 0              | 0      | 0      | 30     | 0      |
| 2018/19        | Vitesse               | Nederland      | Eredivisie          | 23         | 1          | 3     | 0     | 1              | 0              | 3      | 1      | 30     | 2      |
| 2019/20        | Vitesse               | Nederland      | Eredivisie          | 23         | 1          | 4     | 0     | 0              | 0              | 0      | 0      | 27     | 1      |
| 2020/21        | Vitesse               | Nederland      | Eredivisie          | 0          | 0          | 0     | 0     | 0              | 0              | 0      | 0      | 0      | 0      |
| 2020/21        | Hull City AFC         | Engeland       | League One          | 0          | 0          | 0     | 0     | 0              | 0              | 0      | 0      | 0      | 0      |
| 2021/22        | Fleetwood Town FC     | Engeland       | League One          | 10         | 0          | 0     | 0     | 0              | 0              | 5      | 0      | 15     | 0      |
| 2021/22        | Rochdale AFC          | Engeland       | League Two          | 23         | 1          | 0     | 0     | 0              | 0              | 0      | 0      | 23     | 1      |
| 2022/23        | Stevenage FC          | Engeland       | League Two          | 38         | 1          | 3     | 0     | 0              | 0              | 6      | 0      | 47     | 1      |
| 2023/24        | Gillingham FC         | Engeland       | League Two          | 0          | 0          | 0     | 0     | 0              | 0              | 0      | 0      | 0      | 0      |
| Carrièretotaal | Carrièretotaal        | Carrièretotaal | Carrièretotaal      | 180        | 5          | 16    | 0     | 1              | 0              | 19     | 1      | 216    | 6      |